# Pequeño sabueso de Suiza
El  Pequeño sabueso suizo (en suizo, Schweizerischer Niederlaufhund) es una raza de perro del tipo sabueso originaria de Suiza. Niederlaufhund significa cazador de patas cortas. La raza tiene diferentes variedades dentro de la misma.

## Apariencia
La apariencia general es un sabueso similar al Schweizer Laufhund, con un cuerpo más pequeño y patas más cortas. La raza tiene unas orejas caídas y largas y una cola larga. Su tamaño es, en machos, de entre 35-43 cm (13.8 -16.9 pulgadas) hasta la cruz, en hembra algo menor.

## Variedades
Las variedades del Schweizerischer Niederlaufhund se distinguen por el color y textura del manto de pelo:
- Pequeño sabueso de Berna (Berner Niederlaufhund) - tricolor: blanco, negro y tostado con marcas tostadas (bronce) sobre los ojos.
  - Pequeño sabueso de Berna de pelo liso - manto corto y suave
  - Pequeño sabueso de Berna de pelo rizado - manto rizado y áspero con una pequeña barba en la cara
- Bruno del Jura (Jura Niederlaufhund) - manto único y liso, negro con marcas bronce alrededor de los ojos, algunas blancas.
- Pequeño sabueso de Lucerna (Luzerner Niederlaufhund) - manto blanco liso con manchas grises o negras que dan una apariencia azulada, con parches negros y bronce marcados sobre los ojos.
- Pequeño sabueso Schwyz (Schwyzer Niederlaufhund) - manto blanco con manchas amarillo-rojizas a naranja-rojizas.

## Historia
La raza se crea a partir del Schweizer Laufhund a principios de los años 1900 como cazador en áreas rurales pequeñas. El Club Schweizer Niederlaufhund se formó en 1905.